# ديلويندي (فلم)
ديلويندي (بالفرنسية: Delwende)، هُو فيلم دراما بوركينابي صدر سنة 2005 وأخرجه S. Pierre Yameogo.

## وصلات خارجية
- ديلويندي  في قاعدة بيانات الأفلام على الإنترنت (بالإنجليزية)